# Elías Már Ómarsson
Elías Már Ómarsson (* 18. ledna 1995 Keflavík) je islandský profesionální fotbalista, který hraje na pozici útočníka za nizozemský klub NAC Breda. Mezi lety 2015 a 2017 odehrál také 9 utkání v dresu islandské reprezentace.

## Reprezentační kariéra
Elías hrál za islandské mládežnické reprezentační výběry U17, U19 a U21.
V A-mužstvu Islandu debutoval 16. 1. 2015 v přátelském utkání v Orlandu proti reprezentaci Kanady (výhra 2:1). O tři dny později nastoupil v odvetě proti témuž soupeři, v zápase se zrodila remíza 1:1.